# Blechroneromia ambinanitelo
Blechroneromia ambinanitelo là một loài bướm đêm trong họ Geometridae.